# Afro-rusi
Afro-rusi (rusko Афророссияне, latinizirano: Afrorossiyane) so ljudje afriškega porekla, ki so se preselili v Rusijo in se tam naselili. Fundacija Metis ocenjuje, da je bilo leta 2013 približno 30.000 Afro-Rusov.

## Terminologija
Predstavniki afriških ljudstev so se v ruskem jeziku običajno imenovali negry. Beseda negr prihaja iz španske besede negro (črna barva v španščini) prek drugih evropskih jezikov (nemško Neger, francosko nègre). V ruskem jeziku beseda nima negativnega prizvoka, vendar to ne pomeni, da ni žaljivo za druge iz drugih kultur.

## Zgodovina

### Rusko cesarstvo
V Rusiji nikoli ni bilo opaznega števila ljudi afriškega porekla, tudi po zahodnoevropski kolonizaciji afriške celine. Stoletja je bila Rusija preveč izolirana, da bi lahko komunicirala z Afriko. Ruska nevpletenost v kolonizacijo Afrike ali atlantsko trgovino s sužnji ji je preprečila razvoj pomembnih odnosov z afriškimi plemeni ali kolonijami. Kljub temu je Abram Petrovič Gannibal, Rus knežjega afriškega porekla, postal general in plemič v Ruskem imperiju. Otomanske sile so ga kot dečka ugrabile v Logonu (v današnjem Kamerunu), leta 1704 pa so ga prodali ruskemu diplomatu Fedorju Golovinu in podarili carju Petru Velikemu, ki ga je osvobodil in posvojil. Kot odrasel se je povzpel v plemstvo in služil Ruskemu cesarstvu v civilnih in vojaških službah. Po materini strani je tudi praded slavnega ruskega pesnika Aleksandra Puškina.

### Zgodnje sovjetsko obdobje
Po revoluciji je v Sovjetsko zvezo pod okriljem Kominterne prišlo več afroameriških družin. Med njimi sta bila Oliver John Golden in njegova žena Bertha Bialek, ki sta s seboj pripeljala skupino 16 afroameriških strokovnjakov za gojenje bombaža; znani afroameriški pesnik Langston Hughes s skupino 22 filmskih ustvarjalcev; Paul Robeson z družino; in mnogi drugi. Nekateri od njih so ostali v Rusiji in njihovi potomci tam še vedno živijo. 

### Po vojni, festivalski otroci
Ko so se afriški narodi osamosvojili od kolonializma, je Sovjetska zveza številnim tamkajšnjim mladim ponudila štipendije. Od petdesetih do devetdesetih je približno 400.000 Afričanov študiralo v nekdanji Sovjetski zvezi. Prvi pomemben prihod Afričanov je bil na 6. svetovnem festivalu mladine in študentov, ki je potekal v Moskvi leta 1957. Otroci mešane rase afriškega potomstva so bili zaradi svojega videza, časa rojstva in pomanjkanja očetovske figure imenovani festivalski otroci. Veliko Afričanov je obiskovalo tudi Rusko univerzo prijateljstva narodov.

## Znani Afro-Rusi
- Lyukman Adams (rojen 1988) – pol nigerijski troskokaš[7]
- Aleksandr Alumona (rojen 1983) – napol nigerijski nogometaš
- Coretti Arle-Titz (1881–1951) – temnopolta ameriška igralka in pevka
- Allan Dugblei (rojen 1985) – napol ganski nogometaš
- Abram Gannibal (1696–1781) – državnik, vojskovodja in politik
- Ivan Gannibal (1735–1801) – vojskovodja, sin Abrama Gannibala[8]
- Aleksander Puškin (1799–1837) – ruski pesnik, dramatik in romanopisec, potomec Abrama Ganibala
- Alice Edun – napol nigerijska pevka
- Nkeirouka Ezekh (rojen 1983) – napol nigerijski olimpijski curling[9]
- Brian Idowu (rojen 1992) – tri četrt nigerijski nogometaš ruske prvoligaške lige
- Victor Keyru (rojen 1984) - sierraleonsko-ruski košarkar
- Yelena Khanga (rojena 1962) – ruska novinarka in TV voditeljica zanzibarsko-ameriškega porekla[10]
- Stanislav Lebamba (rojen 1988) – napol kongovski nogometaš [11]
- Cyrille Makanda (rojen 1980) – napol kamerunski košarkar
- Avua-Siav Leo Nelson (rojen 1980) – napol ganski nogometaš
- Peter Odemwingie (rojen 1981) – napol nigerijski nogometaš
- Adessoye Ojewole (rojen 1982) – napol nigerijski nogometaš
- James Lloydovič Patterson (rojen 1933) – ruski otroški igralec, mornariški častnik in pesnik afroameriškega in ukrajinskega rodu
- Jean Sagbo (rojen 1959) – beninsko-ruski politik. Izvoljen za svetnika mesta Novozavidovo[12][13]
- Jerry-Christian Tchuissé (rojen 1975) – kamerunsko-ruski nogometaš
- Emiliya Turey (rojena 1984) – delno sierraleonska rokometašica
- Grigory Siyatvinda (rojen 1970) – delno zambijski igralec
- Elladj Baldé (rojen 1990) – polgvinejski umetnostni drsalec
- Isabel dos Santos (rojena 1973) – napol angolska poslovna ženska
- Greta Onieogou (rojena 1991) – pol nigerijska in pol rusko-kanadska igralka
- Artjom Ntumba (rojen 2003) - kongovsko-ruski nogometaš
- Victor Cole (rojen 1968) - napol iz Sierra Leoneja, napol iz ruske glavne lige bejzbola

## Družbena gibanja
Afro-ruska družbena gibanja so se v zadnjih letih pojavila kot odgovor na diskriminacijo in marginalizacijo, ki ju doživljajo ljudje rusko-afriškega porekla.
Združenje Sputnik je družbeno gibanje, ki ga je leta 2006 v Londonu v Združenem kraljestvu ustanovila skupina ruskih emigrantov in Afro-Rusov. Združenje je bilo ustanovljeno, da bi ruskim izseljencem in rasno mešanim Rusom, ki živijo v tujini, zagotovilo platformo za povezovanje in praznovanje njihove skupne kulturne dediščine.